# Belmont-d'Azergues
Belmont-d'Azergues és un municipi francès situat al departament del Roine i a la regió d'Alvèrnia-Roine-Alps. L'any 2007 tenia 651 habitants.

## Demografia

### Població
El 2007 la població de fet de Belmont-d'Azergues era de 651 persones. Hi havia 219 famílies de les quals 32 eren unipersonals (16 homes vivint sols i 16 dones vivint soles), 61 parelles sense fills, 106 parelles amb fills i 20 famílies monoparentals amb fills.
La població ha evolucionat segons el següent gràfic:
Habitants censats

### Habitatges
El 2007 hi havia 237 habitatges, 222 eren l'habitatge principal de la família, 5 eren segones residències i 9 estaven desocupats. 192 eren cases i 45 eren apartaments. Dels 222 habitatges principals, 162 estaven ocupats pels seus propietaris, 57 estaven llogats i ocupats pels llogaters i 3 estaven cedits a títol gratuït; 1 tenia una cambra, 4 en tenien dues, 35 en tenien tres, 80 en tenien quatre i 103 en tenien cinc o més. 201 habitatges disposaven pel capbaix d'una plaça de pàrquing. A 77 habitatges hi havia un automòbil i a 134 n'hi havia dos o més.

### Piràmide de població
La piràmide de població per edats i sexe el 2009 era:
| Homes | Edats   | Dones |
| ----- | ------- | ----- |
| 0     | 95 o +  | 0     |
| 0     | 90 a 94 | 0     |
| 0     | 85 a 89 | 4     |
| 0     | 80 a 84 | 0     |
| 4     | 75 a 79 | 8     |
| 8     | 70 a 74 | 0     |
| 8     | 65 a 69 | 8     |
| 12    | 60 a 64 | 24    |
| 12    | 55 a 59 | 12    |
| 20    | 50 a 54 | 12    |
| 24    | 45 a 49 | 24    |
| 8     | 40 a 44 | 20    |
| 24    | 35 a 39 | 32    |
| 36    | 30 a 34 | 24    |
| 16    | 25 a 29 | 28    |
| 16    | 20 a 24 | 12    |
| 20    | 15 a 19 | 24    |
| 20    | 10 a 14 | 12    |
| 16    | 5 a 9   | 44    |
| 20    | 0 a 4   | 40    |

## Economia
El 2007 la població en edat de treballar era de 403 persones, 303 eren actives i 100 eren inactives. De les 303 persones actives 286 estaven ocupades (155 homes i 131 dones) i 17 estaven aturades (6 homes i 11 dones). De les 100 persones inactives 29 estaven jubilades, 43 estaven estudiant i 28 estaven classificades com a «altres inactius».

### Ingressos
El 2009 a Belmont-d'Azergues hi havia 222 unitats fiscals que integraven 643,5 persones, la mediana anual d'ingressos fiscals per persona era de 20.996 €.

### Activitats econòmiques
Dels 15 establiments que hi havia el 2007, 3 eren d'empreses de fabricació d'altres productes industrials, 2 d'empreses de construcció, 2 d'empreses de comerç i reparació d'automòbils, 1 d'una empresa d'hostatgeria i restauració, 1 d'una empresa financera, 1 d'una empresa immobiliària, 3 d'empreses de serveis i 2 d'empreses classificades com a «altres activitats de serveis».
Dels 2 establiments de servei als particulars que hi havia el 2009, 1 era un guixaire pintor i 1 saló de bellesa.
L'únic establiment comercial que hi havia el 2009 era una floristeria.

## Equipaments sanitaris i escolars
El 2009 hi havia una escola elemental.

## Poblacions més properes
El següent diagrama mostra les poblacions més properes.